# 王臯 (成化進士)
王臯（1442年—？），字舜臣，直隸松江府華亭縣人，民籍，明朝政治人物。進士出身。

## 生平
早年出身國子生，舉應天府鄉試第一百一名。成化十一年（1475年）乙未科會試第二十九名，殿試登進士第三甲第三名。

## 家族
曾祖父王俊。祖父王仁，曾任義官。父亲王瑽。